# Nutzfahrzeuggesellschaft Arbon & Wetzikon

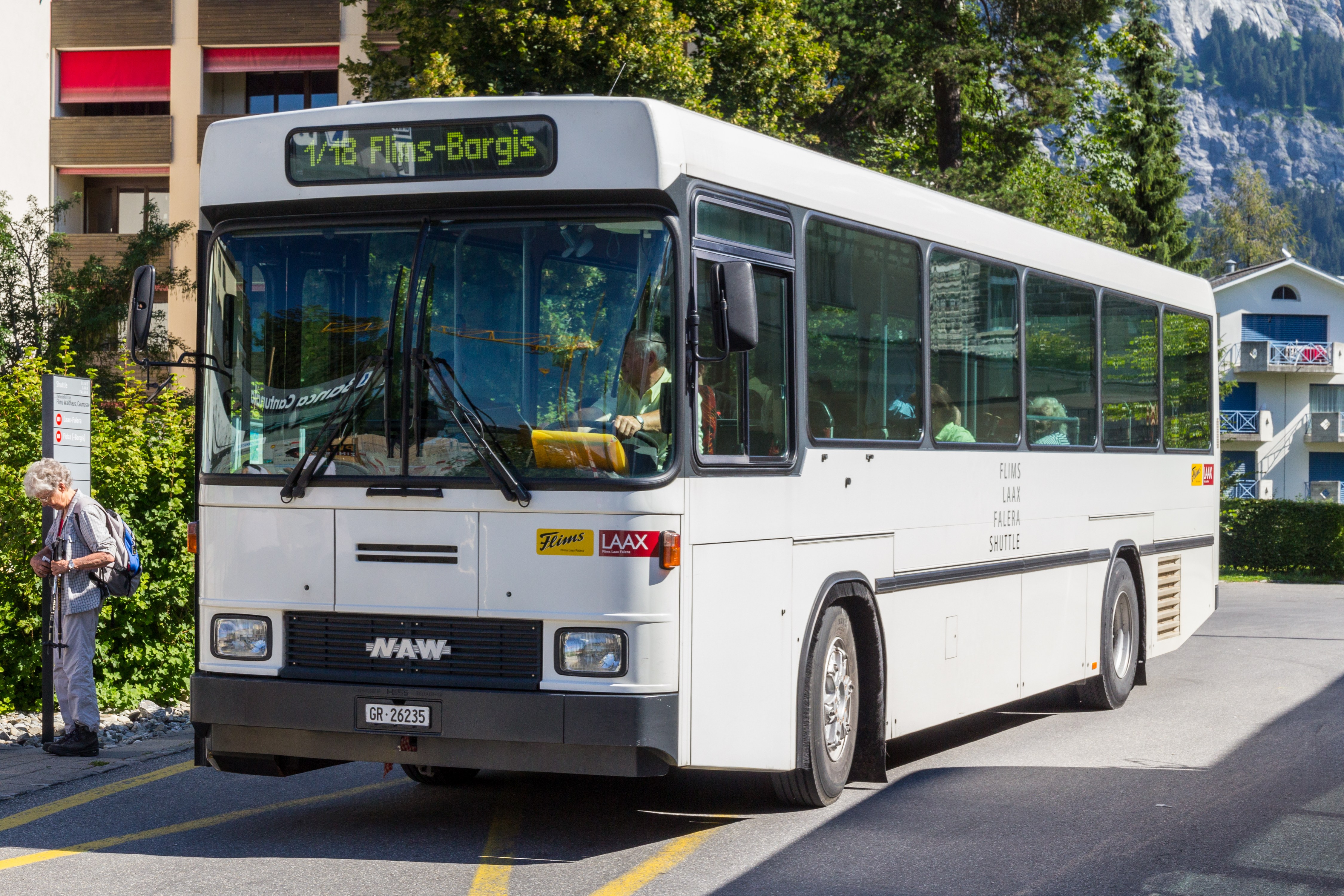
(Hess-)NAW BH4N-23 Bus in Flims

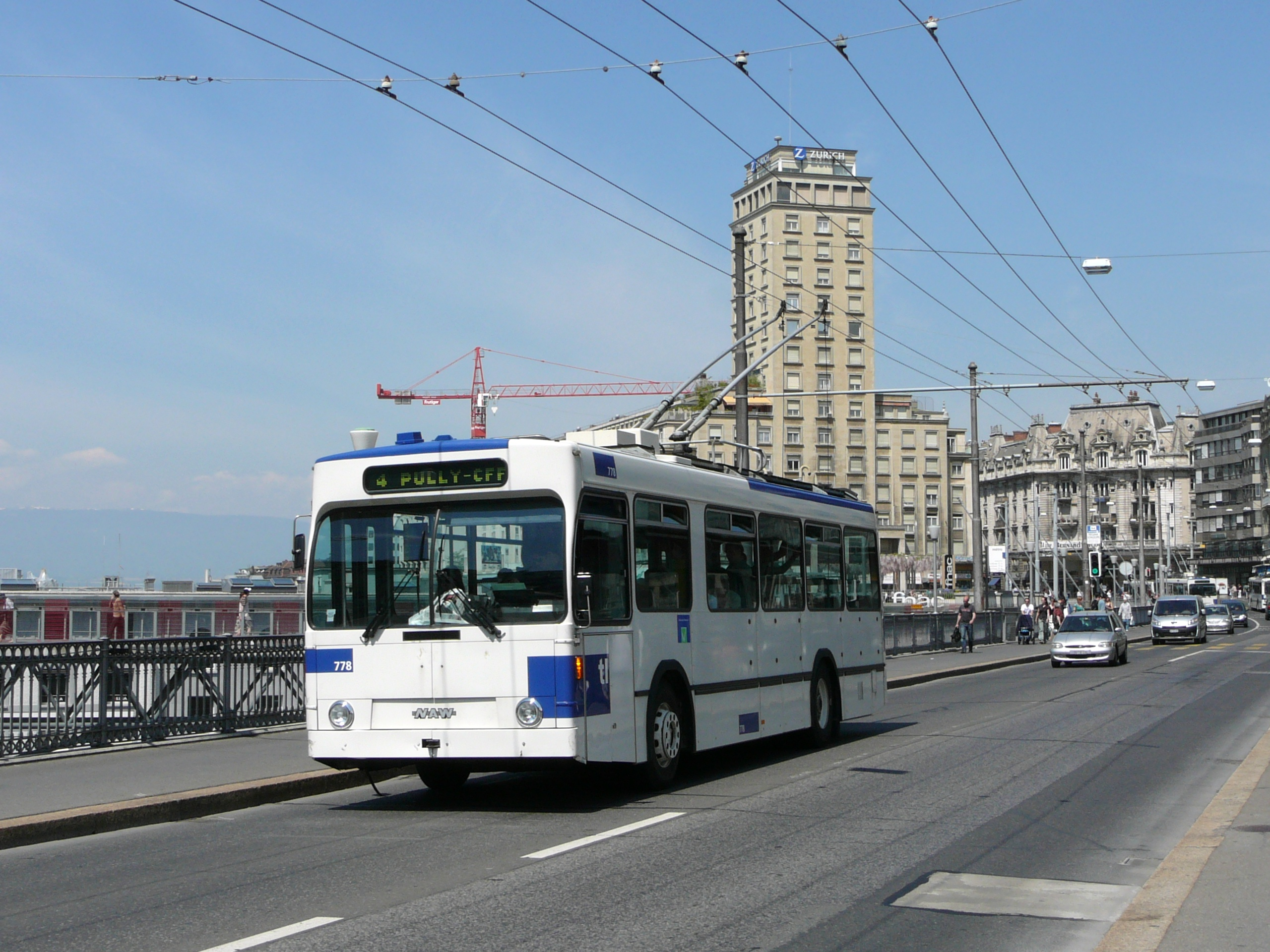
Ein NAW-Trolleybus der Transports publics de la région lausannoise

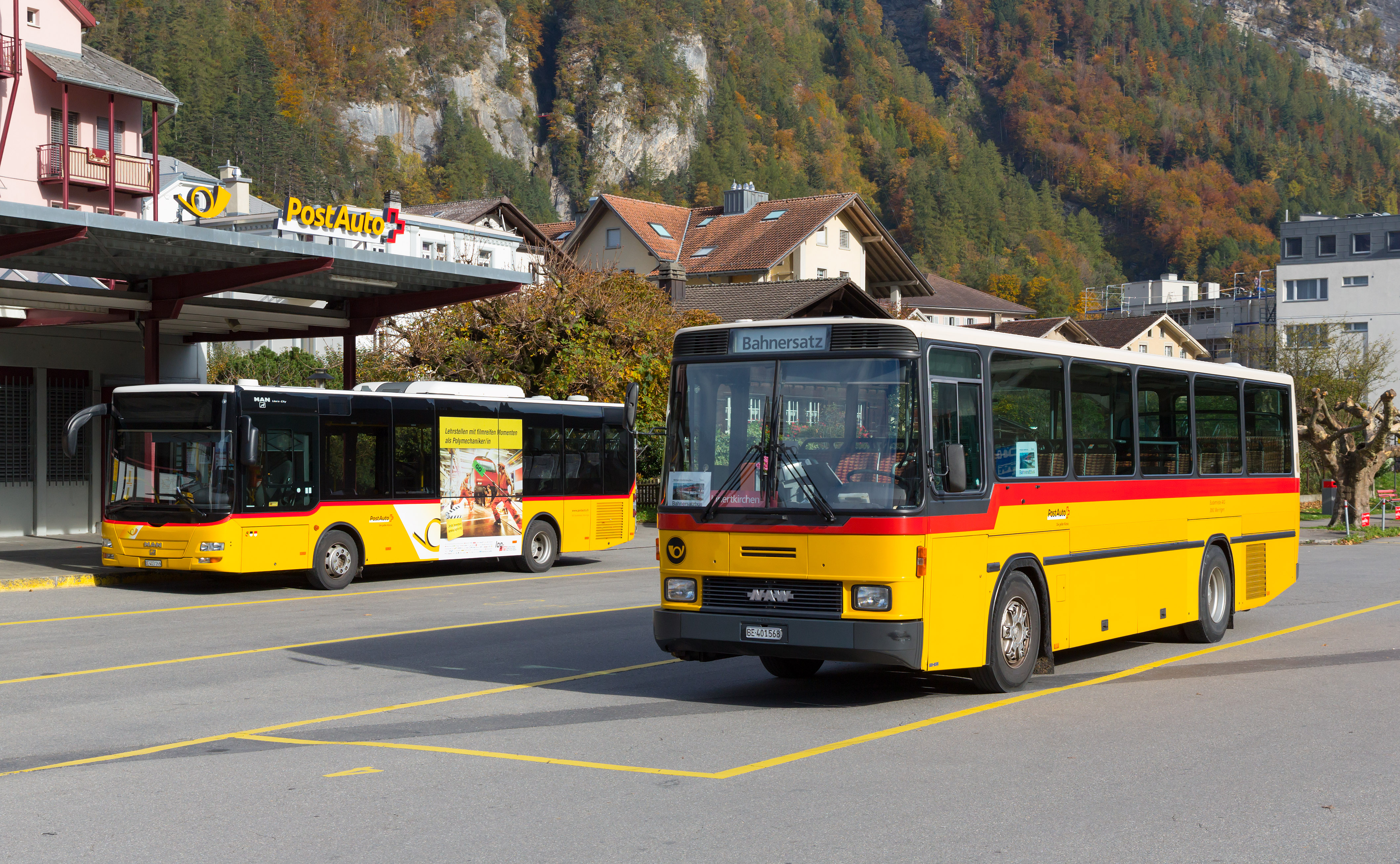
NAW BH 4 der Grindelwald Bus als Bahnersatz, Meiringen, 2013

Die Nutzfahrzeuggesellschaft Arbon & Wetzikon (NAW) war ein Ende 1982 gegründeter Schweizer Nutzfahrzeug-Hersteller mit Sitz in Arbon.

## Geschichte
Das Unternehmen war eine gemeinsame Gründung der Adolph Saurer AG aus Arbon und der Franz Brozincevic & Cie (FBW) mit Sitz in Wetzikon. Am Unternehmenskapital waren Saurer mit 45 % und die beiden Eigentümer der FBW Daimler-Benz und Oerlikon-Bührle mit 40 % bzw. 15 % beteiligt. 1992 verkauften Saurer und Oerlikon-Bührle ihren Aktienanteil an Daimler-Benz, die NAW wurde eine hundertprozentige Mercedes-Benz-Tochter. Nach dem Ende der Fahrzeugproduktion in Wetzikon 1995 wurde der Unternehmensname in NAW Nutzfahrzeuge AG geändert. Im Jahr 2000 erwarb die Sachsenring AG aus Zwickau 51 % der NAW-Aktien von DaimlerChrysler. Am 30. Mai 2002 stellte die Sachsenring AG Insolvenzantrag. Mit der Sachsenring-Affäre geriet auch die NAW in wirtschaftliche Schwierigkeiten. An der Generalversammlung vom 29. November 2002 wurde die Auflösung der Gesellschaft beschlossen, die im Februar 2003 begann. Im November 2008 wurde die Liquidation beendet und die Firma aus dem Handelsregister gelöscht.

## Produkte
Wichtigste Produkte der NAW waren Linienbusse für den Schweizerischen Postautodienst und andere Schweizer Verkehrsunternehmen. Sie entstanden zwischen 1982 und 2002 in Zusammenarbeit mit Carrosserie Hess, Lauber Nyon (LN), Ramseier & Jenzer (R & J) und Frech-Hoch Sissach (FHS), die jeweils die Aufbauten zum NAW-Fahrgestell lieferten. Auch Trolleybusse entstanden auf diese Weise.
Etwa ab Mitte der 1980er Jahre produzierte NAW für Mercedes-Benz Sonderfahrgestelle und Schwerlastzugmaschinen sowie schwere Kipperfahrzeuge. Herausragend ist hier der Typ 3850 AS 6×6, der 1983 vorgestellt wurde und direkt auf die Konkurrenzprodukte aus dem Hause Titan zielte. Ausgestattet mit Grossraum-Fahrerhaus (GR), 500 PS, Allradantrieb und Wandlerschaltkupplung (WSK), sowie auf Wunsch mit Ballastpritsche wurde das Fahrzeug bis 2001 gebaut. Aus diesem Fahrzeug abgeleitet wurden folgende Baumuster: 3236 A 6×6 als Ölfeldfahrzeug unter anderem für China; 3250 AS 6×6 als leichterer Variante des 3850; 3255 AF 6×6 als Fahrgestell für Flugfeldlöschfahrzeuge; 4050 AS 8×8/4 und 4850 AS 8×8/4 als vierachsige Schwerlastzugmaschinen.
Weitere Typen sind der 1984 vorgestellte 3336 S 8×4/4, der nur in sehr wenigen Exemplaren gebaut wurde. Ausgerüstet mit L-Fahrerhaus, 355 PS aus zehn Zylindern und zwei angetriebenen Hinterachsen. Nachfolger war ab 1987 der 3544 S 8×4/4, mit GR-Fahrerhaus, 354 PS aus acht Zylindern, WSK und ebenfalls zwei angetriebenen Hinterachsen.
Aus dem Allradfahrgestell 2636 A 6×6, das im Mercedes-Benz-Werk in Wörth am Rhein produziert wurde, fertigten die Schweizer unter anderem die Typen 3336 AK 8×8/4, 3536 AK 8×8/4, 4436 K 8×6/4, 4436 AK 8×/4 sowie das Fahrgestell 5436 bzw. 6036 12×6/6 für die Putzmeister-Betonpumpe M 62.
Ende der 1990er Jahre wurden in Arbon die ersten Econic-Fahrgestelle montiert. Dies ist ein Fahrgestell für kommunale Zwecke mit einem tiefergelegten Fahrerhaus aus Aluminium und GFK, das bei Fritzmeier produziert wird. Erste Econic wurden als Müllwagen und Feuerwehr-Drehleiter ausgeliefert.